# Felipe Perrone
Felipe Perrone Rocha, né le 27 février 1986 à Rio de Janeiro, est un joueur de water-polo brésilien.
De 2001 à 2004, et de 2004 à 2016, il représente l'équipe nationale du Brésil, et de 2005 à 2013 puis depuis 2018 celle de l'Espagne.

## Palmarès

### Championnats du monde
- Championnats du monde 2007 à Melbourne ( Australie) :
  -  Médaille de bronze du tournoi masculin
- Championnats du monde 2009 à Rome ( Italie) :
  -  Médaille d'argent du tournoi masculin
- Championnats du monde 2019 à Gwangju ( Corée du Sud) :
  -  Médaille d'argent du tournoi masculin
- Championnats du monde 2022 à Budapest ( Hongrie) :
  -  Médaille d'or du tournoi masculin
- Championnats du monde 2023 à Fukuoka ( Japon) :
  -  Médaille de bronze du tournoi masculin
- Championnats du monde 2024 à Doha ( Qatar) :
  -  Médaille de bronze du tournoi masculin
- Championnats du monde 2025 à Singapour ( Singapour) :
  -  Médaille d'or du tournoi masculin

### Championnats d'Europe
- Championnats d'Europe 2006 à Belgrade ( Serbie) :
  -  Médaille de bronze du tournoi masculin
- Championnats d'Europe 2018 à Barcelone ( Espagne) :
  -  Médaille d'argent du tournoi masculin
- Championnats d'Europe 2020 à Budapest ( Hongrie) :
  -  Médaille d'argent du tournoi masculin
- Championnats d'Europe 2022 à Split ( Croatie) :
  -  Médaille de bronze du tournoi masculin
- Championnats d'Europe 2024 à Zagreb ( Croatie) :
  -  Médaille d'or du tournoi masculin